# مايك لونش (لاعب كرة قاعدة)
مايك لونش (بالإنجليزية: Mike Lynch)‏ هو لاعب كرة قاعدة أمريكي، ولد في 28 يونيو 1880 في هوليوك في الولايات المتحدة، وتوفي في 2 أبريل 1927 في Garrison, New York ‏ في الولايات المتحدة.